# Imperial stout

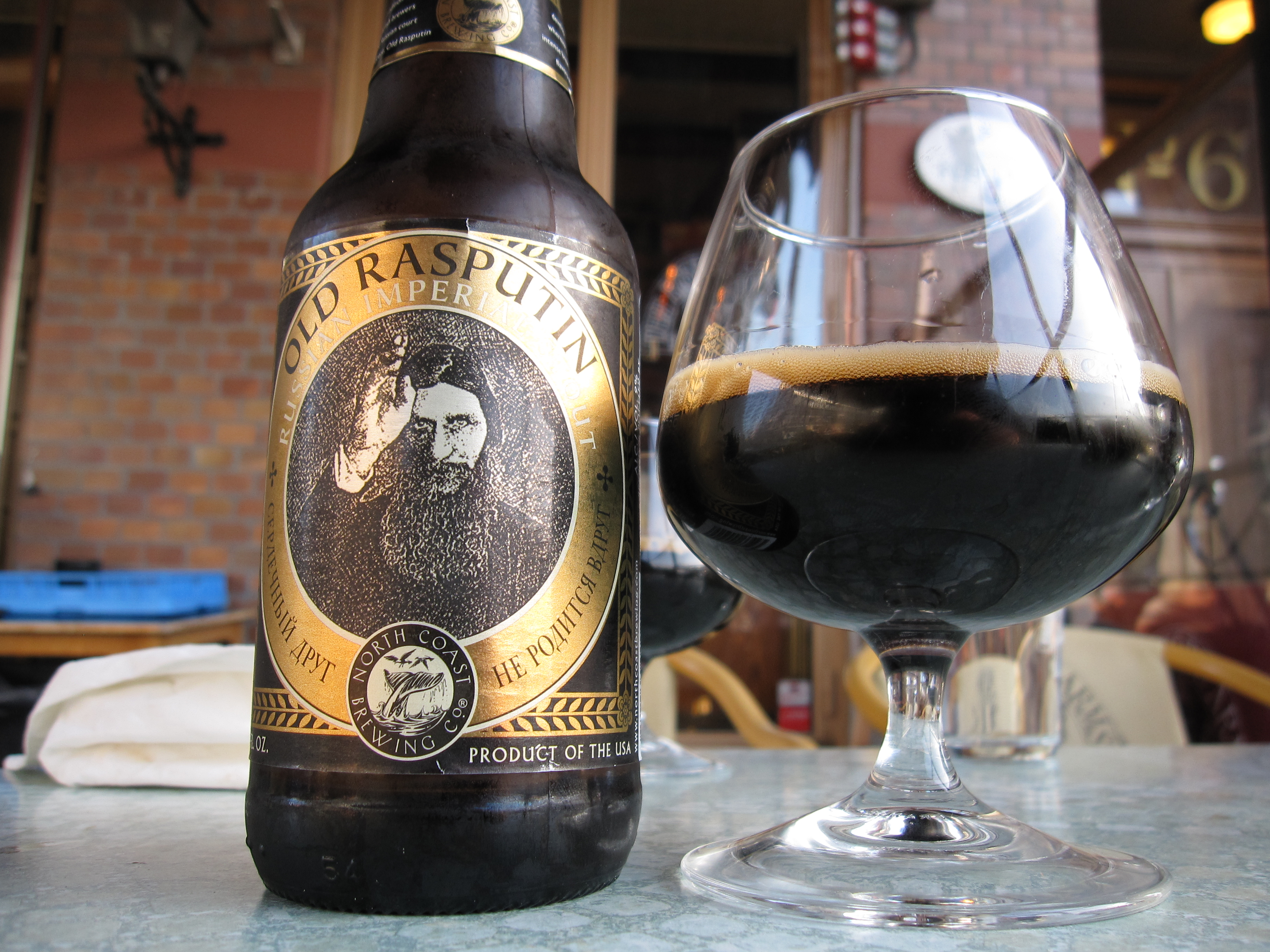
Russian Imperial Stout "Old Rasputin"

Imperial Stout (también conocida como Russian Imperial Stout) es un tipo de cerveza Ale cuyo origen se remonta al siglo XVIII en Inglaterra. Es una variante del estilo Stout que se caracteriza por tener una mayor cantidad de alcohol por volumen (desde 6% hasta más de 15% en ciertos casos) y una mayor concentración de lúpulo y/o malta. 

## Elaboración
Esta cerveza se elaboraba principalmente para ser enviada a Rusia, más específicamente a la corte del Zar donde se apreciaban las cervezas oscuras y amargas. La mayor graduación alcohólica evitaba que la cerveza se congelara en el largo viaje a través del frío clima ruso mientras que el lúpulo adicional actuaba como conservante.

## Características
Entre las características más notables de este estilo se puede mencionar su color oscuro, cercano al negro, su potente amargor y carácter malteado, complejo, pleno de cuerpo con toques tostados y ahumados que terminan en un final seco. Son cervezas que soportan bien el paso del tiempo y pueden conservarse por muchos años antes de ser consumidas. La denominación 'imperial' hace referencia a una carga mayor de malta, lúpulo y/o alcohol en comparación a otros estilos de cerveza.

## Actualidad
Hoy en día su elaboración está diversificada por el mundo, siendo elaborada en muchos países principalmente México, Inglaterra, Argentina y Canadá.